# Новоуспеновка (Оренбургская область)
Новоуспеновка — село в Акбулакском районе Оренбургской области России. Административный центр Новоуспеновского сельсовета.

## Описание
Расположено на юге области, на берегу реки Шанкысай в 17 км к юго-западу от Акбулака, в 46 км к юго-востоку от Соль-Илецка и в 100 км к юго-юго-востоку от Оренбурга.
В селе имеются средняя общеобразовательная школа, детский сад, библиотека, участковый пункт полиции, почтовое отделение и отделение «Сбербанка».
| 2010 | 2012 | 2013 | 2014 | 2015 | 2016 | 2017 |
| ---- | ---- | ---- | ---- | ---- | ---- | ---- |
| 536  | ↘521 | ↘494 | ↗496 | ↘472 | →472 | ↘467 |
| 2018 | 2019 | 2020 | 2021 |      |      |      |
| ↘453 | ↘440 | ↘433 | ↘410 |      |      |      |

## Люди, связанные с селом
Гирин, Михаил Никитович (1923—1988) — участник Великой Отечественной войны, Герой Советского Союза.